# 蒲庙镇
蒲庙镇是中华人民共和国广西壮族自治区南宁市邕宁区所辖的一个镇，位于八尺江与邕江交汇处。

## 行政区划
蒲庙镇辖有以下的11个社区和17个村：
红星社区、蒲津社区、那元社区、新兴社区、五合华侨社区、龙茂社区、永福社区、江湾社区、灵龟社区、新坡湖社区、龙象社区；
龙岗村、新生村、孟连村、联团村、州同村、张村村、良勇村、和合村、仁福村、光和村、良信村、那路村、华康村、梁村村、广良村、公曹村、新新村。